# Equmeniakyrkan, Mantorp
Equmeniakyrkan, Mantorp, tidigare Mantorps missionskyrka, är en kyrkobyggnad i Mantorp. Kyrkan tillhör Mantorps missionsförsamling som var ansluten till Svenska Missionsförbundet.

## Instrument
I kyrkan finns ett piano och harmonium.